# 面天樹蛙
面天樹蛙（学名：Kurixalus idiootocus，舊稱陸卵跳樹蛙），为臺灣特有的树蛙科原指樹蛙屬物種，棲息於臺灣中低海拔山區潮濕的灌木叢或草原。模式产地位於現今臺北市北投區面天山上的三聖宮步道，中文名「面天樹蛙」與英文名「Temple tree frog」均由此而來。

## 外部形態
面天樹蛙是一種小型樹蛙，公蛙體長約為2至3公分，雌蛙略大於雄蛙，體長約為4至5公分。
頭部寬闊，有三角形尖嘴。背部有一個X型的深棕色斑。
皮膚呈顆粒狀，腹部為白色，散佈一些灰黑色斑點。
前肢上臂及手部外側散佈一些白色顆粒性突出，有黑色橫帶。指間有微蹼，趾端有吸盤，內掌突不特別明顯。
後肢細長，有黑色橫帶。小腿及足部外側散佈一排白色鋸齒般的顆粒性突起，以小腿和足部相接的關節處的白點特別大。趾間蹼及趾端吸盤發達，無外蹠突。

## 分佈與棲地
面天樹蛙廣泛分布於台灣西部中低海拔山區以及分布於東部南界為宜蘭南部中低海拔區域。
常見於積水的水池，稻田，潮濕的草地或灌木叢地區。

## 生活史
面天樹蛙的繁殖季節從2月持續至9月。雄蛙聚集在地面或低灌木叢中的合適位置，發出鳴聲吸引雌蛙，且雄蛙彼此間會有攻擊行為。
鳴叫聲由一系列持續數秒的顫音組成，鳴叫方式聲為逼逼逼連續叫幾聲停止後接續鳴叫。
雄蛙和雌蛙配對抱接後，會將附近的土壤從中心向外踢成一個空心圓狀，產下卵塊後，會將巢位周圍的土壤和卵塊由後肢混和成潮濕的土壤卵塊混合體，提供卵塊掩護以及保持一些水分。
除此之外卵塊也有可能被產於地下凹陷處，石頭下，裂縫或洞中，有時以枯葉覆蓋。
卵塊內約含有約100到300顆卵，卵有兩層果凍狀外層，外層堅韌且不具粘性，每顆卵粒皆為白色，有點類似粉圓冰。
卵塊內的胚胎會隨著土壤或是基質的溼度調整其變成蝌蚪的速度，等到大雨過後，成熟的蝌蚪會從卵塊破卵而出，爾後隨著雨水到達有水池的地方繼續變態成成蛙。
蝌蚪呈深褐色，身體有黑色斑點，為草食性。

## 分類
其種小名由古希臘文的 （ídios，意為特別的、奇怪的）與 （ōiotókos，意為卵生的）組成，形容其特殊的產卵行為。
模式产地位於現今臺北市北投區面天山上的三聖宮步道。

## 保育現況
- 在瀕危物種紅色名錄中，IUCN將面天樹蛙列為“無危”物種。這是因為其為一個分佈範圍相對較大的常見物種，族群數量穩定。人類可能會對其棲息地造成一些破壞，但仍可生存在一些受干擾的區域內。

## 延伸閱讀
维基共享资源上的相關多媒體資源：面天樹蛙